# Albania en el Festival de la Canción de Eurovisión 2022
Albania participó en el LXVI Festival de la Canción de Eurovisión, que se celebró en Turín, Italia del 10 al 14 de mayo de 2022, tras la victoria de Måneskin con la canción «Zitti e buoni». La Radiotelevisión Albanesa (RTSH), televisora encargada de la participación albanesa en el concurso, decidió mantener el sistema de elección tradicional, con el cual la RTSH invita al ganador del prestigioso Festivali i Këngës a representar al país dentro del festival de Eurovisión. En la final del día 29 de diciembre, la cantante Ronela Hajati fue declarada ganadora por un panel de jurado profesional con el tema pop étnico «Sekret», compuesto por la propia Hajati y Marko Polo.
Si bien Albania no destacó en las casas de apuestas, Albania fue considerada una de las fan favourites, sobre todo después de alcanzar el 9° lugar en la OGAE Poll 2022, encuesta realizada entre las asociaciones de fanes del festival de los distintos países. Sin embargo, dentro del concurso, Albania fue eliminada en la primera semifinal tras colocarse en la posición 12 con 58 puntos: 12 del jurado y 46 del televoto.

## Historia de Albania en el Festival
Albania es uno de los últimos países de Europa del Este que recientemente se han unido al festival, debutando en 2004. Desde entonces el país ha concursado en 17 ocasiones, siendo su mejor resultado la 5.ª posición obtenida por la albano-kosovar Rona Nishliu en 2012 con el tema «Suus». Previamente el mejor resultado albanés fue en el año de su debut con Anjeza Shahini y el tema «The Image of You» que se colocó en 7° lugar. Albania se ha clasificado en 10 ocasiones de 17 en la gran final.
En 2021, la ganadora del 59° Festivali i Këngës, Anxhela Peristeri, se colocó en 21.ª posición con 57 puntos en la gran final, con el tema pop étnico «Karma».

## Representante para Eurovisión

### Festivali i Këngës 60
El Festivali i Kënges 2021, será la 60° edición del prestigioso festival albanés. Albania confirmó el método de selección en noviembre de 2020. Albania mantuvo su método tradicional utilizado para seleccionar a su representante en Eurovisión, con el cual el ganador del Festivali i Këngës es seleccionado directamente para participar también en el Festival de Eurovisión. La competencia tuvo lugar del 27 al 29 de diciembre de 2021, con la participación de 20 intérpretes.
La final del festival, se celebró el 29 de diciembre, con la realización de una única ronda de votación. Los 17 finalistas interpretaron sus canciones, siendo sometidos a votación, compuesta por un panel de un jurado profesional compuesto por 7 jurados: Anxhela Peristeri, Agim Doçi, Anxhela Faber, Osman Mula, Rozana Radi, Olsa Toqi y Olti Curri. La votación del jurado no fue pública, siendo anunciados solamente los tres primeros lugares. Ronela Hajati con el tema «Sekret» fue declarada ganadora del festival, con lo cual se convirtió en la 18.ª representante albanesa en el festival eurovisivo. «Sekret» se convirtió en la primera canción ganadora del concurso que contiene fragmentos en inglés. Como es común en las participaciones albanesas, la canción elegida sufrió modificaciones para ajustarla al tiempo reglamentario así como la adición de frases en español en el coro, siendo presentada esta versión junto al videoclip oficial el 4 de marzo de 2022.
| N.º | Artista              | Canción               | Lugar |
| --- | -------------------- | --------------------- | ----- |
| 1   | Olimpia Smajlaj      | «Dua»                 |       |
| 2   | Denis Skura          | «Pse nuk flet, mama?» |       |
| 3   | Kelly                | «Meteor»              |       |
| 4   | Sajmir Çili          | «Nën maskë»           |       |
| 5   | Ester Zahiri         | «Hiena»               |       |
| 6   | Kastro Zizo          | «Kujë»                |       |
| 7   | Urban Band           | «Padrejtësi»          |       |
| 8   | Gjergj Kaçinari      | «Në ëndërr mbete ti»  |       |
| 9   | Evi Reçi             | «Më duaj»             |       |
| 10  | MIRUD                | «Për dreq»            |       |
| 11  | Endri & Stefi Prifti | «Pse nuk flet, mama?» |       |
| 12  | Ronela Hajati        | «Sekret»              | 1     |
| 13  | Shega                | «Një»                 |       |
| 14  | Janex                | «Deluzional»          |       |
| 15  | Eldis Arrnjeti       | «Refuzoj»             | 3     |
| 16  | Alban Ramosaj        | «Theje»               | 2     |
| 17  | Rezarta Smaja        | «E jemja nuse»        | 3     |

## En Eurovisión
De acuerdo a las reglas del festival, todos los concursantes iniciaron desde las semifinales, a excepción del anfitrión (en este caso, Italia) y el Big Five compuesto por Alemania, España, Francia, la misma Italia y Reino Unido. En el sorteo realizado el 25 de enero de 2022, Albania fue sorteada en la primera semifinal del festival. En este mismo sorteo, se determinó que participaría en la primera mitad de la semifinal (posiciones 1-9). Semanas después, ya conocidos los artistas y sus respectivas canciones participantes, la producción del programa dio a conocer el orden de actuación, determinando que el país participaría en la primera posición, seguida de Letonia.
Los comentarios para Albania, como es tradición, corrieron por parte de Andri Xhahu. Así mismo, Xhahu fungió como portavoz de la votación del jurado profesional albanés.

### Semifinal 1

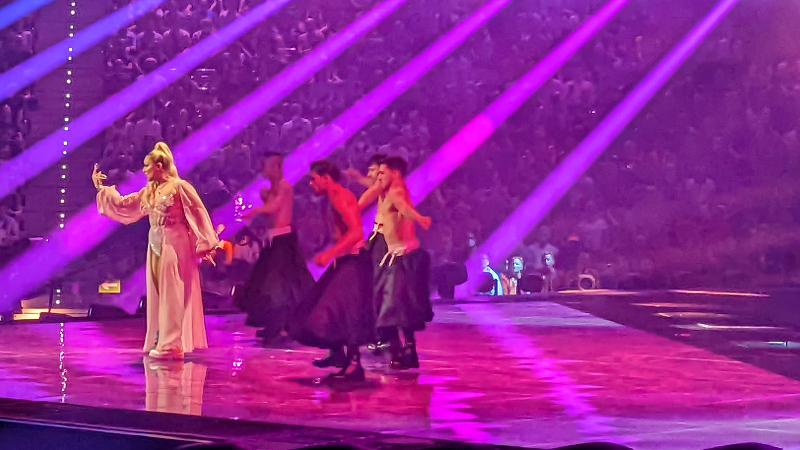
Ronela Hajati durante la primera semifinal.

Ronela Hajati tomó parte de los ensayos los días 30 de abril y 4 de mayo así como de los ensayos generales con vestuario de la primera semifinal los días 9 y 10 de mayo. El ensayo general de la tarde del 9 fue tomado en cuenta por los jurados profesionales para emitir sus votos, que representaron el 50% de los puntos. Albania se presentó en la posición 1, detrás de Letonia.
La actuación albanesa tuvo a Ronela acompañada de cuatro bailarines masculinos y una bailarina. Ronela portó un vestuario corto de dos piezas de color plata con brillos con una larga bata transparente de color rosa. Los bailarines se mostraron con el torso desnudo usando una larga falda negra, realizando una coreografía junto a Ronela mientras la iluminación del escenario pasaba de colores azules a rosa neón. En momentos puntuales de la canción se hizo uso de humo.
Al final del show, Albania no fue anunciada como uno de los países clasificados para la gran final.  Los resultados revelados una vez terminado el festival, posicionaron a Albania en 12° lugar de la semifinal con un total de 58 puntos, habiendo obtenido la novena posición del público con 46 puntos (incluyendo la máxima puntuación de Grecia) y obteniendo el 14° lugar del jurado profesional con 12 puntos, todos del jurado de Grecia.

### Votación

#### Puntuación a Albania

##### Semifinal 1
| Jurado    | Jurado    | Jurado           | Jurado                        | Jurado      |
| 12 puntos | 10 puntos | 8 puntos         | 7 puntos                      | 6 puntos    |
| --------- | --------- | ---------------- | ----------------------------- | ----------- |
| - Grecia  |           |                  |                               |             |
| 5 puntos  | 4 puntos  | 3 puntos         | 2 puntos                      | 1 punto     |
|           |           |                  |                               |             |
| Televoto  |           |                  |                               |             |
| 12 puntos | 10 puntos | 8 puntos         | 7 puntos                      | 6 puntos    |
| - Grecia  |           | - Italia - Suiza |                               | - Eslovenia |
| 5 puntos  | 4 puntos  | 3 puntos         | 2 puntos                      | 1 punto     |
| - Francia |           |                  | - Armenia - Austria - Croacia | - Bulgaria  |

#### Votación realizada por Albania
| Puntos    | Jurado       | Televoto     |
| --------- | ------------ | ------------ |
| 12 puntos | Ucrania      | Bulgaria     |
| 10 puntos | Países Bajos | Grecia       |
| 8 puntos  | Grecia       | Ucrania      |
| 7 puntos  | Armenia      | Armenia      |
| 6 puntos  | Suiza        | Croacia      |
| 5 puntos  | Islandia     | Portugal     |
| 4 puntos  | Portugal     | Austria      |
| 3 puntos  | Croacia      | Países Bajos |
| 2 puntos  | Noruega      | Noruega      |
| 1 punto   | Bulgaria     | Lituania     |

| Puntos    | Jurado       | Televoto     |
| --------- | ------------ | ------------ |
| 12 puntos | Italia       | Grecia       |
| 10 puntos | Reino Unido  | Ucrania      |
| 8 puntos  | Suecia       | Italia       |
| 7 puntos  | Ucrania      | España       |
| 6 puntos  | Países Bajos | Países Bajos |
| 5 puntos  | España       | Estonia      |
| 4 puntos  | Armenia      | Reino Unido  |
| 3 puntos  | Azerbaiyán   | Serbia       |
| 2 puntos  | Bélgica      | Finlandia    |
| 1 punto   | Portugal     | Moldavia     |

##### Desglose
El jurado albanés estuvo compuesto por:
- Aulon Naçi
- Ermira Alliu
- Kamela Islamaj
- Marsela Cibukaj
- Roberto Radoja

| Semifinal 1 | Semifinal 1  | Semifinal 1                | Semifinal 1                | Semifinal 1                | Semifinal 1                | Semifinal 1                | Semifinal 1                | Semifinal 1                | Semifinal 1                | Semifinal 1                |
| N.º         | País         | Jurado                     | Jurado                     | Jurado                     | Jurado                     | Jurado                     | Jurado                     | Jurado                     | Televoto                   | Televoto                   |
| N.º         | País         | Jurado A                   | Jurado B                   | Jurado C                   | Jurado D                   | Jurado E                   | Ranking                    | Puntos                     | Ranking                    | Puntos                     |
| ----------- | ------------ | -------------------------- | -------------------------- | -------------------------- | -------------------------- | -------------------------- | -------------------------- | -------------------------- | -------------------------- | -------------------------- |
| 01          | Albania      | -------------------------- | -------------------------- | -------------------------- | -------------------------- | -------------------------- | -------------------------- | -------------------------- | -------------------------- | -------------------------- |
| 02          | Letonia      | 15                         | 7                          | 11                         | 15                         | 9                          | 13                         |                            | 16                         |                            |
| 03          | Lituania     | 13                         | 11                         | 7                          | 14                         | 12                         | 14                         |                            | 10                         | 1                          |
| 04          | Suiza        | 2                          | 5                          | 6                          | 8                          | 7                          | 5                          | 6                          | 13                         |                            |
| 05          | Eslovenia    | 16                         | 13                         | 10                         | 16                         | 4                          | 12                         |                            | 15                         |                            |
| 06          | Ucrania      | 11                         | 1                          | 1                          | 3                          | 3                          | 1                          | 12                         | 3                          | 8                          |
| 07          | Bulgaria     | 14                         | 16                         | 16                         | 5                          | 6                          | 10                         | 1                          | 1                          | 12                         |
| 08          | Países Bajos | 5                          | 4                          | 2                          | 2                          | 2                          | 2                          | 10                         | 8                          | 3                          |
| 09          | Moldavia     | 10                         | 14                         | 14                         | 13                         | 10                         | 15                         |                            | 11                         |                            |
| 10          | Portugal     | 8                          | 6                          | 3                          | 6                          | 16                         | 7                          | 4                          | 6                          | 5                          |
| 11          | Croacia      | 1                          | 10                         | 9                          | 9                          | 13                         | 8                          | 3                          | 5                          | 6                          |
| 12          | Dinamarca    | 6                          | 9                          | 13                         | 10                         | 14                         | 11                         |                            | 12                         |                            |
| 13          | Austria      | 12                         | 15                         | 15                         | 12                         | 15                         | 16                         |                            | 7                          | 4                          |
| 14          | Islandia     | 4                          | 12                         | 8                          | 11                         | 1                          | 6                          | 5                          | 14                         |                            |
| 15          | Grecia       | 7                          | 3                          | 4                          | 1                          | 5                          | 3                          | 8                          | 2                          | 10                         |
| 16          | Noruega      | 9                          | 8                          | 12                         | 7                          | 11                         | 9                          | 2                          | 9                          | 2                          |
| 17          | Armenia      | 3                          | 2                          | 5                          | 4                          | 8                          | 4                          | 7                          | 4                          | 7                          |

| Final | Final           | Final    | Final    | Final    | Final    | Final    | Final   | Final  | Final    | Final    |
| N.º   | País            | Jurado   | Jurado   | Jurado   | Jurado   | Jurado   | Jurado  | Jurado | Televoto | Televoto |
| N.º   | País            | Jurado A | Jurado B | Jurado C | Jurado D | Jurado E | Ranking | Puntos | Ranking  | Puntos   |
| ----- | --------------- | -------- | -------- | -------- | -------- | -------- | ------- | ------ | -------- | -------- |
| 01    | República Checa | 19       | 14       | 21       | 20       | 18       | 21      |        | 24       |          |
| 02    | Rumania         | 18       | 25       | 22       | 25       | 22       | 25      |        | 12       |          |
| 03    | Portugal        | 20       | 12       | 13       | 5        | 11       | 10      | 1      | 15       |          |
| 04    | Finlandia       | 21       | 19       | 5        | 19       | 20       | 16      |        | 9        | 2        |
| 05    | Suiza           | 22       | 11       | 20       | 15       | 13       | 18      |        | 23       |          |
| 06    | Francia         | 23       | 23       | 18       | 23       | 21       | 24      |        | 22       |          |
| 07    | Noruega         | 17       | 20       | 15       | 18       | 15       | 20      |        | 16       |          |
| 08    | Armenia         | 8        | 5        | 9        | 9        | 10       | 7       | 4      | 17       |          |
| 09    | Italia          | 1        | 2        | 2        | 1        | 2        | 1       | 12     | 3        | 8        |
| 10    | España          | 3        | 9        | 10       | 7        | 9        | 6       | 5      | 4        | 7        |
| 11    | Países Bajos    | 5        | 6        | 11       | 3        | 3        | 5       | 6      | 5        | 6        |
| 12    | Ucrania         | 4        | 3        | 3        | 6        | 4        | 4       | 7      | 2        | 10       |
| 13    | Alemania        | 9        | 16       | 16       | 10       | 19       | 17      |        | 20       |          |
| 14    | Lituania        | 16       | 18       | 6        | 14       | 23       | 15      |        | 19       |          |
| 15    | Azerbaiyán      | 6        | 17       | 17       | 12       | 6        | 8       | 3      | 18       |          |
| 16    | Bélgica         | 13       | 7        | 8        | 11       | 16       | 9       | 2      | 14       |          |
| 17    | Grecia          | 15       | 10       | 19       | 8        | 8        | 11      |        | 1        | 12       |
| 18    | Islandia        | 14       | 21       | 7        | 13       | 14       | 14      |        | 25       |          |
| 19    | Moldavia        | 25       | 22       | 14       | 22       | 24       | 23      |        | 10       | 1        |
| 20    | Suecia          | 7        | 1        | 4        | 4        | 5        | 3       | 8      | 11       |          |
| 21    | Australia       | 12       | 13       | 23       | 16       | 7        | 13      |        | 21       |          |
| 22    | Reino Unido     | 2        | 4        | 1        | 2        | 1        | 2       | 10     | 7        | 4        |
| 23    | Polonia         | 11       | 15       | 25       | 21       | 17       | 19      |        | 13       |          |
| 24    | Serbia          | 24       | 24       | 12       | 24       | 25       | 22      |        | 8        | 3        |
| 25    | Estonia         | 10       | 8        | 24       | 17       | 12       | 12      |        | 6        | 5        |